# Grote Rivierenpad
Het Grote Rivierenpad (LAW 6) is een langeafstandswandelpad met een lengte van 267 km langs de grote rivieren van Nederland. Het pad wordt beheerd door Wandelnet en is in 2011 ontstaan door de samenvoeging van het Oeverloperpad en het Lingepad. Van Leerdam tot Tiel volgt de route globaal de loop van de Linge.
Het pad is in beide richtingen met wit-rode tekens gemarkeerd en in een gidsje beschreven. De route kan gedurende het gehele jaar gelopen worden. Speciaal zijn het voorjaar met de in bloei staande boomgaarden en het najaar met de appel- en walnotenoogst. Bij hoog water zal de route door de uiterwaarden gesloten zijn, de weg over de dijk is dan het alternatief. Waar mogelijk worden onverharde paden gevolgd, doch over een groot gedeelte loopt het over verharde wegen. Op zomerse dagen kan overlast worden ondervonden van fietsers en motorrijders. De route loopt door typisch Hollands landschap met molens, boerderijen en tiendwegen. Verder wordt er een stuk gelopen door de grienden langs de Oude Maas. Het kruisen van het Amsterdam-Rijnkanaal bij Tiel maakt het onvermijdelijk, een voor wandelaars minder interessant industrieterrein te passeren.
De route maakt deel uit van de Europese wandelroute E8. De E8 loopt van Ierland naar Polen en een deel in Bulgarije. Als het pad voltooid is, loopt het tot Turkije.
Er zijn twee routes:
- De hoofdroute begint in Hoek van Holland, steekt bij Rozenburg de Nieuwe Waterweg over en gaat via Spijkenisse, Barendrecht en Alblasserdam naar Krimpen aan de Lek, en ontmoet ten oosten daarvan de variant..
- De noordelijke variant ("Variant Rottemeren") loopt ten noorden van Rotterdam, via Schipluiden, Overschie, Zevenhuizen, Nieuwerkerk aan de IJssel, Moordrecht en Gouderak, en sluit ten oosten van Krimpen aan de Lek de hoofdroute. De route eindigt in Kleef.

Van de plaatsen die aangedaan worden kunnen worden genoemd: Schoonhoven, Nieuwpoort, Leerdam, Buren, Tiel, Zetten, Nijmegen, Beek en Kranenburg.

## Afbeeldingen

Kinderdijk

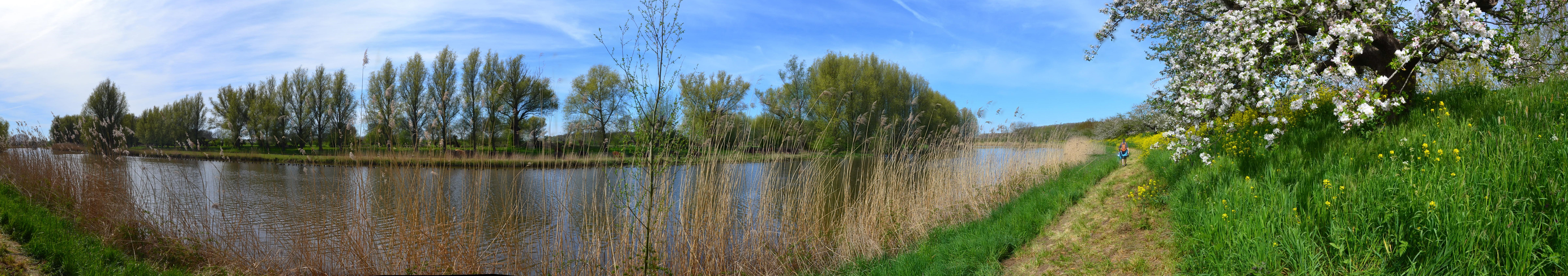
Bloesem langs de Linge ten oosten van Beesd. Het Grote Rivierenpad loopt hier samen met het Betuwepad

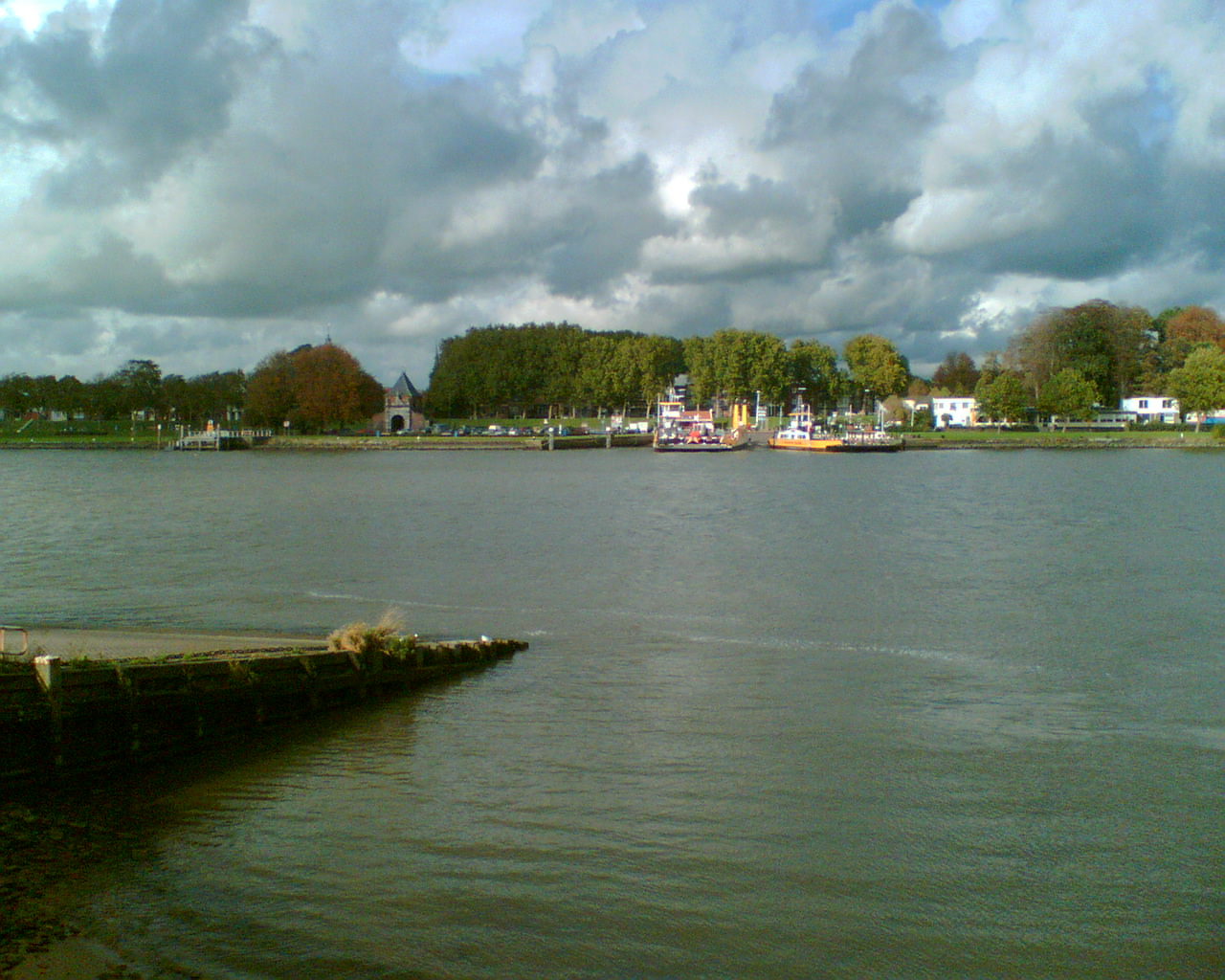
Veer Schoonhoven-Gelkenes
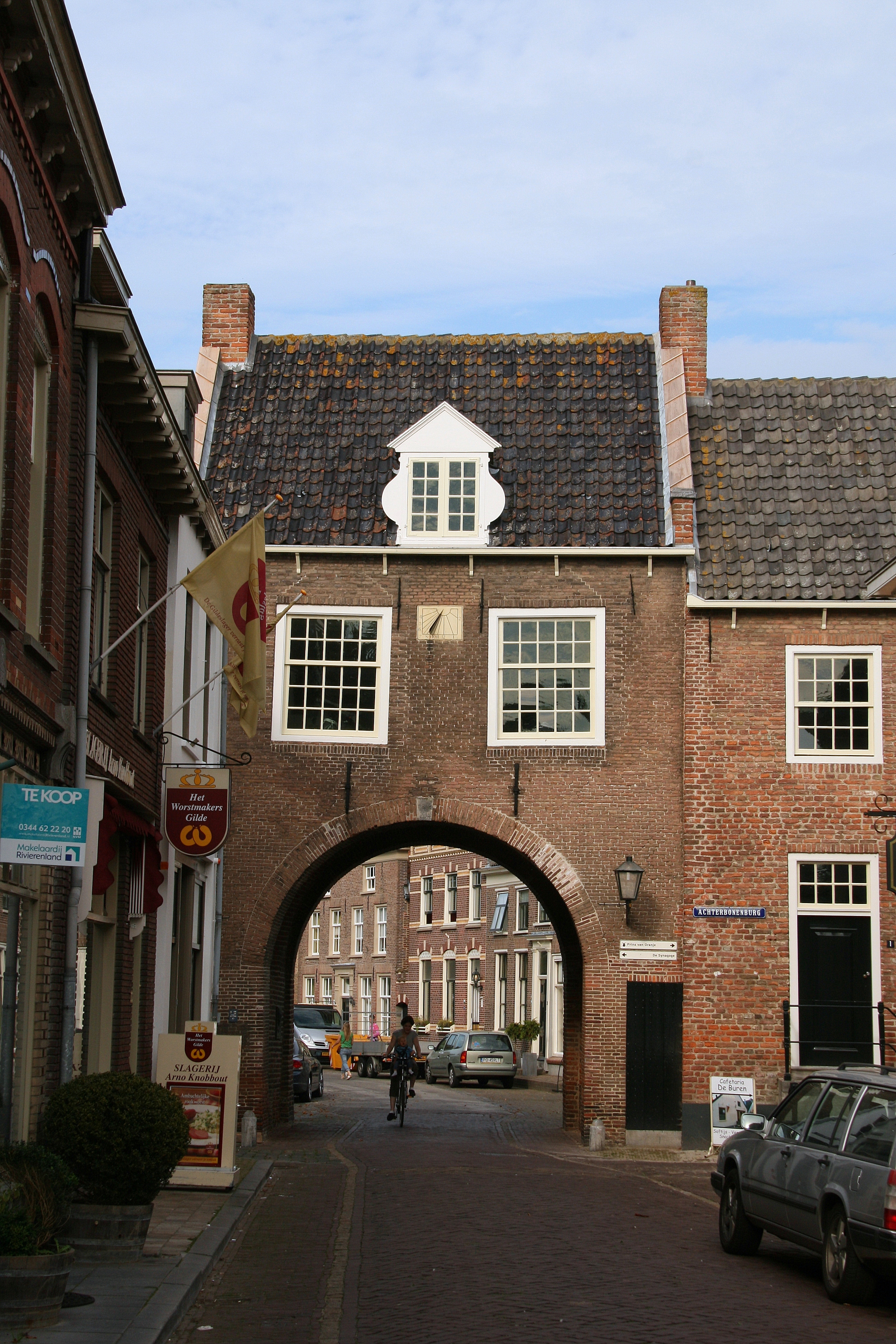
Huizerpoort, Buren
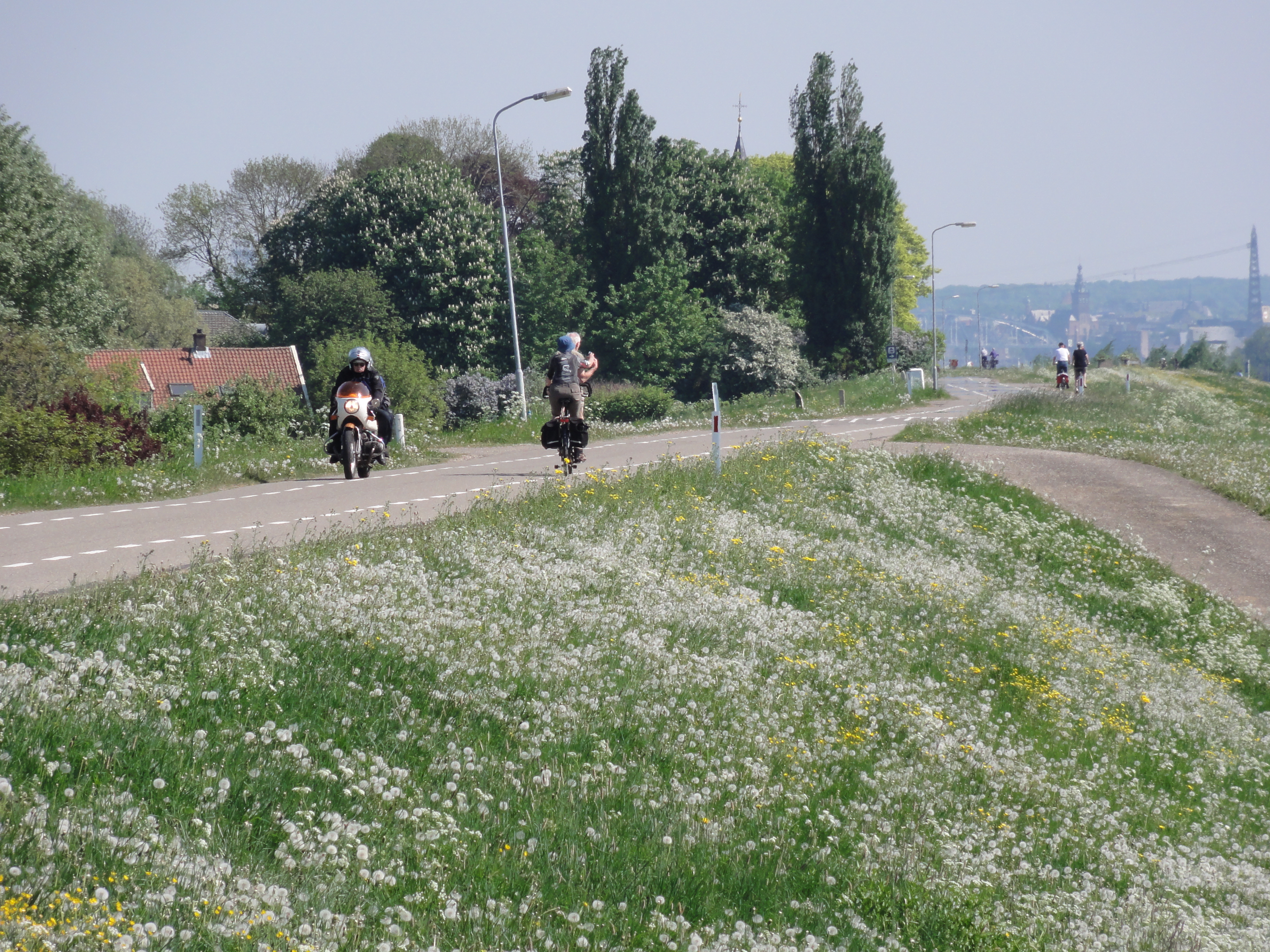
Waaldijk bij Slijk-Ewijk